# Acacia semirigida
Acacia semirigida é uma espécie de leguminosa do gênero Acacia, pertencente à família Fabaceae.